# Sébastien Heitzmann
Pour les articles homonymes, voir Heitzmann.
Sébastien Heitzmann est un footballeur professionnel français né le 11 septembre 1979 à Lyon. Il évoluait au poste d’attaquant.

## Carrière
En 1994, il dispute la Coupe nationale des minimes avec la sélection de la Ligue de Bourgogne, mais ne se qualifie pas pour le carré final. Formé du côté de l'AJ Auxerre, Sébastien Heitzmann doit attendre son arrivée du côté de Louhans-Cuiseaux en National pour signer son premier contrat professionnel et se faire remarquer. Après une saison brillante et 18 buts, il tente de franchir un nouveau palier en rejoignant la Division 2 du côté de l'AS Beauvais, la saison suivante. Le club joue la montée et Heitzmann est vite barré par la concurrence, il s'engage donc dès le mercato d'hiver au Stade de Reims, alors en National, durant six mois.
Lors de la saison 2002-2003, il tente un retour dans le club qui l'a révélé : Louhans-Cuiseaux toujours en National.
Mais il faut attendre la saison 2003-2004 et son départ pour le Dijon FCO (alors en National) pour que Heitzmann se fasse connaître du grand public. En plus de faire accéder le club en L2, il emporte au passage le titre de meilleur buteur du championnat, il atteint avec Dijon les demi-finales de la coupe de France.
Fort de sa saison, il reçoit une offre intéressante de son ancien club le Stade de Reims, qui est depuis monté en L2. Une fois encore, Sébastien est un poison pour les défenses adverses et dès le mois de janvier, il reçoit une offre de Valenciennes qui joue la montée en Ligue 1. Moins efficace dans le Nord, il réussit tout de même le pari de faire grimper VA dans l'élite du foot français.
Néanmoins, le joueur va vite déchanter, puisqu'en L1, il n'est plus qu'un remplaçant; après un tout petit match, il quitte le Nord pour la Picardie en août 2006 et le club d'Amiens.
Pour sa première saison, il est tout près d'atteindre une nouvelle fois la montée en L1, mais l'ASC échoue à la quatrième marche.
Les deux autres saisons sont plus difficiles, la saison 2007-2008 voit le club échapper de peu à la relégation et Heitzmann ne parvient pas inscrire le moindre but.
Lors de la saison 2008-2009, il retrouve un peu d'efficacité, mais cette fois le club redescend en National. En fin de contrat, il entâme sa reconversion en ouvrant une boutique d'antiquité : "MAISON ALEXANDRA" dans la région de Dijon. Il ne perd toutefois pas le foot de vu et part finalement jouer en amateur dans le championnat régionaux de la Ligue de Bourgogne. Après avoir joué au FC Dijon Parc, il signe une licence à la Juventus de Dijon en Promotion de District.
C'est en août 2015 que Sébastien répond positivement à la proposition de Pierre-Charles Roux, le président du FC Chassagne-Montrachet. Il intègre l'effectif et joue dès le premier match officiel en coupe de France contre Varennes le grand, victoire 1-0. Il ne marque pas, mais son jeu de tête et son expérience ont apporté beaucoup à ses nouveaux coéquipiers.
Son corps robuste lui vaut le surnom de « Bison »[réf. nécessaire].
Quelques années après la fin de sa carrière, une fois reconverti comme antiquaire, il regrettera son départ précipité de Valenciennes en août 2006.

## Statistiques
| Saison                | Club                  | Championnat           | Championnat | Championnat | Coupe nationale | Coupe nationale | Coupe de la Ligue | Coupe de la Ligue | Total | Total |
| Saison                | Club                  | Division              | M.          | B.          | M.              | B.              | M.                | B.                | M.    | B.    |
| 2000-2001             | CS Louhans-Cuiseaux   | National              | 6           | 3           | 1               | 0               | -                 | -                 | 7     | 3     |
| 2001-2002             | AS Beauvais           | Division 2            | 4           | 0           | 0               | 0               | 0                 | 0                 | 4     | 0     |
| 2001-2002             | Stade de Reims        | National              | 15          | 4           | 3               | 0               | -                 | -                 | 18    | 4     |
| 2002-2003             | CS Louhans-Cuiseaux   | National              | 5           | 2           | 0               | 0               | -                 | -                 | 5     | 2     |
| Sous-total            | Sous-total            | Sous-total            | 30          | 9           | 4               | 0               | 0                 | 0                 | 34    | 9     |
| 2003-2004             | Dijon FCO             | National              | 36          | 22          | 7               | 2               | -                 | -                 | 43    | 24    |
| 2004-2005             | Dijon FCO             | Ligue 2               | 33          | 8           | 1               | 0               | 3                 | 2                 | 37    | 10    |
| Sous-total            | Sous-total            | Sous-total            | 69          | 30          | 8               | 2               | 3                 | 2                 | 80    | 34    |
| 2005-2006             | Stade de Reims        | Ligue 2               | 22          | 9           | 0               | 0               | 1                 | 0                 | 23    | 9     |
| 2005-2006             | Valenciennes FC       | Ligue 2               | 14          | 2           | 0               | 0               | 0                 | 0                 | 14    | 2     |
| 2006-2007             | Valenciennes FC       | Ligue 1               | 1           | 0           | 0               | 0               | 0                 | 0                 | 1     | 0     |
| Sous-total            | Sous-total            | Sous-total            | 37          | 11          | 0               | 0               | 1                 | 0                 | 38    | 11    |
| 2006-2007             | Amiens SC             | Ligue 2               | 31          | 10          | 3               | 2               | 1                 | 0                 | 35    | 12    |
| 2007-2008             | Amiens SC             | Ligue 2               | 27          | 0           | 5               | 1               | 2                 | 0                 | 34    | 1     |
| 2008-2009             | Amiens SC             | Ligue 2               | 22          | 3           | 1               | 0               | 0                 | 0                 | 23    | 3     |
| Sous-total            | Sous-total            | Sous-total            | 80          | 13          | 9               | 3               | 3                 | 0                 | 92    | 16    |
| Total sur la carrière | Total sur la carrière | Total sur la carrière | 216         | 63          | 21              | 5               | 7                 | 2                 | 244   | 70    |

## Palmarès
- Champion de France de Ligue 2 en 2006 avec Valenciennes
- Demi-finaliste de la Coupe de France 2003-2004 avec Dijon
- Meilleur buteur du National en 2004 avec 22 buts inscrits